# Iolana iolas
The Iolas Blue (Iolana iolas) là một loài bướm ngày thuộc họ Bướm xanh. Nó được tìm thấy ở Bắc Phi, Southern Tây Ban Nha, Southern Pháp, Nam Âu, Tiểu Á và Iran. The wingspan of the male is 18–21 mm. The flight period is tháng 5 đến tháng 6 in rocky places at around 2,000m. Ấu trùng ăn 
Colutea arborescens.